# Mon capitaine, un homme d'honneur
Pour plus de détails, voir Fiche technique et Distribution.
Mon capitaine, un homme d'honneur (Marciando nel buio) est un film italien réalisé par Massimo Spano (it) en 1996.

## Synopsis
Un jeune soldat de l'armée italienne découvre avec stupéfaction que ses camarades sont contraints de se prostituer pour compléter leurs salaires. Dégouté, il envisage de quitte ce milieu, il est cependant violé par un officier supérieur très respecté. Il se retrouve ensuite avec le dilemme de savoir s'il doit se taire ou l'attaquer devant la Cour martiale.

## Fiche technique
- Titre original : Marciando nel buio
- Réalisation : Massimo Spano
- Scénario : Claudio Lizza, Massimo Spano
- Producteurs : Zeudi Araya Cristaldi, Giuseppe Giglietti
- Musique : Pino Donaggio
- Directeur de la photographie : Bruno Cascio
- Montage : Franco Fraticelli
- Décors : Enzo Forletta
- Direction artistique : Cosimo Gomez
- Ingénieurs du son : Angelo Raguseo, Marco Streccioni
- Durée : 105 minutes
- Pays : Italie
- Langue : Italien
- Couleur : Couleur
- Son : Stéreo
- Date de sortie :  Italie : 27 avril 1996

## Distribution
- Jean-Marc Barr
- Thomas Kretschmann
- Flavio Albanese (it)
- Ottavia Piccolo